# 菅沼篤
菅沼 篤（すがぬま あつし）は、日本の元警察官。新潟県出身。

## 経歴
1973年神奈川県巡査。1981年に警察庁に入る。1988年に香川県警察捜査第二課長就任。主に交通警察の経験が長く、北海道警察交通部長、警察庁交通企画課交通安全企画官、近畿管区警察局広域調整部長などを歴任し、2007年から2009年まで徳島県警察本部長。
2009年10月からは警察大学校交通教養部長。
2011年4月1日付で退職。
また全日本交通安全協会最終審査会審査員なども務めた。